# 다대다포항
다대다포항(Dadaedapo Fishing Port)은 경상남도 거제시 남부면 다대리, 다포리에 있는 어항이다. 1999년 1월 1일 국가어항으로 지정되었으며, 관리청은 마산지방해양수산청, 시설관리자는 거제시장이다.

## 연혁
- 다대다포항은 영조 45년 방리개편으로 고다대포방이라 하였는데 고종 26년에 큰 다대를 다대리로 작은 다대를 다포리로 분리하여 오늘날에 이르고 있다.
- 다대다포항은 연안어업의 근원지 항으로 다포리에 자원 조성과 수산종묘 생산을 위한 국립수산과학원 육종연구센터가 있으며 1992년 기본계획을 수립하고 1998년 기본시설을 완공했다.[1]

## 어항구역
본 항의 어항구역은 다음과 같다.
- 수역[2]
  - 다대다포항 후면 해발 208.5m 산의 정상을 중심으로 반경 1,900m 선을 따라 형성된 공유수면
- 육역[3]
  - 경상남도 거제시 남부면 다포리 199-2 외 11필지(상세내역은 생략)

## 특색
- 다대산성을 등지고 해금강, 한려해상공원을 바라보는 관광지로 다대리의 다대항과 다포리의 다포항이 함께 위치하고 있는 거제의 대표적인 항이다. 앞바다에 남해의 금강산이라 칭할 정도로 아름다운 해금강이 자리하고 있다.[4]